# Paul di Resta
Paul di Resta (Livingston, Škotska, Ujedinjeno Kraljevstvo, 16. travnja 1986.) je britanski vozač trkaćih automobila te bivši vozač Formule 1. Trenutno se natječe u FIA Svjetskom prvenstvu u utrkama izdržljivosti za momčad United Autosports. Formulu 1 vozio je od 2011. do 2013. za momčad Force Indiju, 2016. postao je rezervni vozač Williamsa te 2017. za njih odvozio jednu utrku, a 2020. i 2021. bio je rezervni vozač McLarena. Prvak je njemačkog DTM-a 2010. i prvak Euro Formule 3 2006. Trenutno je i komentator za Sky Sports prijenose Formule 1.

## Privatni život
Di Resta je rođen u Livingstonu a odrastao je u Uphallu te je u rodu s vozačima utrka kao što su Dario Franchitti i Marino Franchitti. U veljači 2010. Di Resta je postao direktorom tvrtke koju ima njegova obitelj.

## Karijera

### Karting
Vozač je svoju karijeru započeo u kartingu utrkujući se u različitim serijama kartinga u razdoblju od 1994. do 2002. Britansko JICA prvenstvo je osvojio 2001.

### Formula Renault
Krajem 2002. Paul di Resta se natjecao u britanskom Formula Renault prvenstvu. 2003. odvozio je cijelu sezonu za momčad Eurotek Motorsport Team završivši prvenstvo na 7. mjestu s jednom pobjedom. 2004. prelazi u momčad Manor Motorsport gdje je te godine s četiri pobjede bio 3. u ukupnom poretku. Vozač je sudjelovao i u nekim utrkama Eurocup Formula Renault 2.0 prvenstva također unutar momčadi Manor. Iste godine Paul je osvojio prestižnu McLaren Autosport BRDC godišnju nagradu za najboljeg mladog vozača. 12 godina ranije tu nagradu je osvojio njegov rođak Dario Franchitti.

### Formula 3
Di Resta 2005. prelazi u Euro Formulu 3 gdje je također nastupao s momčadi Manor Motosport a sezonu je završio na desetom mjestu u ukupnom poretku. 2006. prelazi u momčad ASM osvojivši to prvenstvo s pet pobjeda i pobijedivši budućeg prvaka u Formuli 1 - Sebastiana Vettela. Di Resta je iste godine osvojio i BP Ultimate Masters (također Formula 3).

### DTM
2007. Paul di Resta prelazi u njemačko touring prvenstvo DTM nastupajući za Mercedes a prvenstvo je završio na petom mjestu u ukupnom poretku. 2008. vozač prelazi u momčad HWA Team te je vozeći Mercedes C-klase osvojio drugo mjesto u ukupnom poretku na kraju prvenstva. 2009. bio je treći a 2010. je osvojio DTM prvenstvo pobijedivši pritom u tri utrke zaredom.

### Formula 1
Paul di Resta je najprije u Formuli 1 radio kao testni vozač za Force Indiju jer je momčad odlučila zadržati Giancarla Fisichellu i Adriana Sutila kao standardne a Vitantonija Liuzzija kao rezervnog vozača. Nakon što je Fisichella napustio momčad na njegovo mjesto dolazi Liuzzi dok je Di Resta u siječnju 2010. na Autosport International Showu izjavio da je blizu tome da dobije posao testnog i rezervnog vozača za predstojeću sezonu 2010. Dogovor je postignut 2. veljače iste godine a Paul je debitirao na slobodnom treningu Velike nagrade Australije umjesto Adriana Sutila. Di Resta je na tom treningu osvojio 11. vrijeme. Na isti način sudjelovao je i na otvorenim treninzima Velike nagrade Europe, Velike Britanije, Mađarske i Italije.

#### Force India (2011. – 2013.)
26. siječnja 2011. potvrđeno je da će se Adrianu Sutilu u momčadi Force Indije pridružiti Paul di Resta umjesto Liuzzija dok će novi rezervnim vozač postati Nico Hülkenberg. Na prvoj utrci Velike nagrade Australije, Paul Di Resta je u kvalifikacijama ostvario 14. vrijeme dok je samu utrku završio na 12. mjestu. Nakon što su kasnije diskvalificirana oba vozača Saubera, Di Resta je premješten na 10. mjesto te je osvojio prvi bod kao vozač. Na sljedećoj utrci Velike nagrade Malezije također je osvojio bod s 10. mjestom dok je u Kini na stazi u Šangaju bio 11.
U sezoni 2012., Di Resta je bio četvrti na VN Singapura što mu je najbolji rezultat karijere u F1. Međutim, uslijedio je pad u sljedeće tri utrke (Japan, Južna Koreja, Indija) a sezona je završena na lošijem poretku u odnosu na prethodnu.

## Trkački rezultati

### Rezultati u Formula 3 Euroseriji
| Godina | Momčad           | 1.          | 2.          | 3.       | 4.        | 5.        | 6.       | 7.      | 8.      | 9.      | 10.      | 11.     | 12.      | 13.      | 14.         | 15.      | 16.     | 17.         | 18.       | 19.         | 20.       | Uk. mjesto | Uk. bodova |
| ------ | ---------------- | ----------- | ----------- | -------- | --------- | --------- | -------- | ------- | ------- | ------- | -------- | ------- | -------- | -------- | ----------- | -------- | ------- | ----------- | --------- | ----------- | --------- | ---------- | ---------- |
| 2005.  | Manor Motorsport | HOC 1 Odus. | HOC 2 17    | PAU 1 14 | PAU 2 DNS | SPA 1 DSQ | SPA 2 5  | MCO 1 8 | MCO 2 6 | OSC 1 4 | OSC 2 4  | NOR 1 3 | NOR 2 8  | NÜR 1 23 | NÜR 2 Odus. | ZAN 1 14 | ZAN 2 5 | LAU 1 Odus. | LAU 2 DSQ | HOC 1 Odus. | HOC 2 DSQ | 10.        | 32         |
| 2006.  | ART Grand Prix   | HOC 1 3     | HOC 2 Odus. | LAU 1 2  | LAU 2 3   | OSC 1     | OSC 2 14 | BRH 1   | BRH 2 5 | NOR 1   | NOR 2 18 | NÜR 1 2 | NÜR 2 13 | ZAN 1    | ZAN 2 14    | CAT 1 10 | CAT 2 6 | BUG 1       | BUG 2 6   | HOC 1 Odus. | HOC 2 6   | 1.         | 86         |

### Rezultati u DTM
| Godina | Momčad             | Automobil            | 1.      | 2.    | 3.    | 4.        | 5.     | 6.        | 7.     | 8.    | 9.     | 10.    | 11.    | Uk. mjesto | Uk. bodova |
| ------ | ------------------ | -------------------- | ------- | ----- | ----- | --------- | ------ | --------- | ------ | ----- | ------ | ------ | ------ | ---------- | ---------- |
| 2007.  | Persson Motorsport | Mercedes-AMG C-Klase | HOC1 5  | OSC 2 | LAU 2 | BRH Odus. | NOR 15 | MUG 3     | ZAN 14 | NÜR 6 | CAT 3  | HOC2 8 |        | 5.         | 32         |
| 2008.  | HWA Team           | Mercedes-AMG C-Klase | HOC1 13 | OSC 4 | MUG 2 | LAU 1     | NOR 5  | ZAN 7     | NÜR 2  | BRH 2 | CAT 1  | BUG 2  | HOC2 2 | 2.         | 71         |
| 2009.  | HWA Team           | Mercedes-AMG C-Klase | HOC1 5  | LAU 4 | NOR 7 | ZAN 6     | OSC 4  | NÜR Odus. | BRH 1  | CAT 7 | DIJ 2  | HOC2 3 |        | 3.         | 45         |
| 2010.  | HWA Team           | Mercedes-AMG C-Klase | HOC1 4  | VAL 5 | LAU 2 | NOR 10    | NÜR 2  | ZAN 2     | BRH 1  | OSC 1 | HOC2 1 | ADR 9  | SHA 2  | 1.         | 71         |

### Potpuni popis rezultata u Formuli 1
| Godina | Momčad                     | Šasija            | Motor                        | Gume | 1.     | 2.        | 3.     | 4.        | 5.     | 6.     | 7.     | 8.     | 9.        | 10.    | 11.       | 12.       | 13.    | 14.       | 15.    | 16.    | 17.    | 18.    | 19.    | 20.    | Bodovi | Poredak |
| ------ | -------------------------- | ----------------- | ---------------------------- | ---- | ------ | --------- | ------ | --------- | ------ | ------ | ------ | ------ | --------- | ------ | --------- | --------- | ------ | --------- | ------ | ------ | ------ | ------ | ------ | ------ | ------ | ------- |
| 2011.  | Force India F1 Team        | Force India VJM04 | Mercedes-Benz FO 108Y 2.4 V8 | P    | AUS 10 | MAL 10    | KIN 11 | TUR Odus. | ŠPA 12 | MON 12 | KAN 18 | EUR 14 | VBR 15    | NJE 13 | MAĐ 7     | BEL 11    | ITA 8  | SIN 6     | JAP 12 | KOR 10 | IND 13 | ABU 9  | BRA 8  |        | 27     | 13.     |
| 2012.  | Sahara Force India F1 Team | Force India VJM05 | Mercedes-Benz FO 108Z 2.4 V8 | P    | AUS 10 | MAL 7     | KIN 12 | BHR 6     | ŠPA 14 | MON 7  | KAN 11 | EUR 7  | VBR Odus. | NJE 11 | MAĐ 12    | BEL 10    | ITA 8  | SIN 4     | JAP 12 | KOR 12 | IND 12 | ABU 9  | SAD 15 | BRA 19 | 46     | 14.     |
| 2013.  | Sahara Force India F1 Team | Force India VJM06 | Mercedes-Benz FO 108Z 2.4 V8 | P    | AUS 8  | MAL Odus. | KIN 8  | BHR 4     | ŠPA 7  | MON 9  | KAN 7  | VBR 9  | NJE 11    | MAĐ 18 | BEL Odus. | ITA Odus. | SIN 20 | KOR Odus. | JAP 11 | IND 8  | ABU 6  | SAD 15 | BRA 11 |        | 48     | 12.     |

## Vanjske poveznice
- Službena web stranica Di Reste  Arhivirana inačica izvorne stranice od 24. kolovoza 2011. (Wayback Machine)
- Vozačeva baza podataka